# Tiffany Robinson
Tiffany Robinson, es una actriz, comediante, cantante y escritora estadounidense.

## Filmografía

### Películas
- Toy Story 3 (2010; actriz de voz)
- The Sound of Darknest (2017)
- Sotto il sole di Riccione (2020)

### Televisión
- Blue Bloods - serie de televisión, 9 episodios (2010-2019) — Liza
- Bull - serie de TV,1 episodio
- Law & Order: SVU - serie de TV, 1 episodio (2013; premio Emmy para Mejor actriz en una serie de televisión) — Micha Green